# Diidrochelirubina 12-monoossigenasi
La diidrochelirubina 12-monoossigenasi è un enzima appartenente alla classe delle ossidoreduttasi, che catalizza la seguente reazione:
diidrochelirubina + NADPH + H+ + O2 ⇄ 12-idrossidiidrochelirubina + NADP+ + H2O
L'enzima è una proteina eme-tiolata (P-450).